# A varázslótanonc
A varázslótanonc (The Sorcerer's Apprentice) egy 2010-ben készült amerikai fantasy-kalandfilm Jon Turteltaub rendezésében.

## Cselekmény
Időszámításunk szerint 740-ben Merlin (James A. Stephens) egyik tanítványa, Maxim Horvath (Alfred Molina), Merlint elárulva a Morgana (Alice Krige) vezette sötét erőkhöz csatlakozik. Morgana halálosan megsebesíti Merlint, mielőtt a többi tanítványa, Balthazar Blake (Nicolas Cage) és Veronica (Monica Bellucci) megállítanák. Amíg Balthazar Hortvath-tal harcol, Morgana a meggyilkolására készül, de Veronika megállítja a lelkének a saját testébe szívásával. Míg Morgana belülről próbálja megölni Veronicát, Balthazar megállítja azzal hogy bebörtönzi őket a Grimholdba, egy matrjoska babához hasonló börtönbe.
Merlin halála előtt ad egy sárkányos gyűrűt megmaradt tanítványának, amely ki fogja választani az Első Merliniánust, aki Merlin utódja lesz. Csak az első Merliniánus lesz képes Morgana legyőzésére. Balthazar elindul az utód felderítésére, miközben sorban bebörtönözi a morganiánusokat, a varázslókat, akik ki akarják szabadítani Morgánát – köztük Horvath-ot is –  a baba egymás utáni rétegeibe.
2000-ben a 10 éves Dave Stutler (Jake Cherry) egy osztálykirándulás közben betéved egy régiségboltba, ahol találkozik Balthazarral, aki még mindig olyan fiatal, mint amikor Merlin nekiadta a gyűrűt. Balthazar reméli, hogy Dave az utód, ezért odaadja neki a sárkányos gyűrűt, ami életre kel, és Dave kezére záródik. Amíg Balthazar elmegy egy könyvért, Dave tévedésből kinyitja a babát, amelyből kijön Horvath. Amikor Balthazar harcba keveredik Horvath-tal, mindketten bezárulnak egy vázába, amiből tíz évig nem tudnak kijönni. Amikor Davidet megtalálják az osztálytársai a bolt előtt, mindenki rajta nevet, mert egy eltört vázától vizes lett a nadrágja, és a csatának sincsen semmi nyoma, így azt hiszik, ő találta ki az egész történetet és bolondnak nézik.
Napra pontosan tíz évvel később David fizikát tanul a New York-i egyetemen. Egy előadás közben felismeri Becky-t (Teresa Palmer), volt általános iskolai osztálytársát, álmai hölgyét. Eközben a misztikus váza kinyílik. Elsőnek Horvath jön ki belőle, aki kidobja az ablakon, de Balthazarnak sikerül kiszabadulnia, mielőtt az urna földet ér és darabokra törik. Horvath felkutatja Dave-et, mert nála látta utoljára a babát. Dave viszont nem tudja, hol a baba, mert eldobta az utcán. Horvath bosszúból életre kelt egy falka farkast. Balthazar végül megmenti Davidet, és egy nagy acélsas hátán elmenekülnek.
Dave először visszakozik, amikor Balthazar a segítségét kéri, de utána beleegyezik azzal a feltétellel, hogy elengedi, amint megtalálták a babát, mert normális életet szeretne. A nyomok a kínai negyedbe vezetnek, ahol Horvath eközben már kiszabadított egy varázslót, Sun Lok-ot (Gregory Woo). Dave végül legyőzi Sun Lokot, és Balthazar visszaszerzi a babát. Amikor visszakéri a gyűrűt, David azt mondja, szeretne többet tanulni a varázslásról, és beleegyezik, hogy Balthazar tanítványa legyen. Eközben szerelme Becky-t üldözi, ami cseppet sem tetszik Balthazarnak, mert szorítja őket az idő, de megérti, mert ő is átélte ugyanezt.
Horvath csatasorba állítja a sztárvarázsló Drake Stone-t (Toby Kebbell), hogy segítsen neki visszaszerezni a babát és legyőzni Balthazart és Dave-et, mert rájött, hogy Dave a Legfőbb Merliniánus. Közben Beckynek feltűnik, hogy Dave megváltozott, amikor a metróban kirabolja őket egy fickó, akitől Dave a varázserejének segítségével szerzi vissza a holmikat. Két nappal később Horvath és Drake megpróbálják megölni Dave-et, de Balthazar időben közbelép és megmenti. Horvath szavai alapján Dave követeli Balthazartól utána, hogy mondja el az igazat a babáról. Ő elárulja, hogy Morgana van bezárva a legbelső babába, csakúgy mint Veronica. Ha Morgana ki tud jönni, végrehajtja majd "A feltámasztást", egy varázslatot, amivel életre keltheti régmúlt idők elhunyt varázslóit és felhasználhatja őket a világ elpusztítására. Dave, mint az Első Merliniánus és az örökös (még ha távoli is) az egyetlen személy, aki le tudja győzni Morganát. 
Horvath Drake segítségével elrabolja a babát, majd egy varázslattal elveszi Drake erejét és gyűrűjét, ezzel megölve őt, hogy a saját erejét növelje. Utána kiszabadítja a baba utolsó előtti rétegéből Abigail Williamst (Nicole Ehinger), hogy elrabolja Becky-t, majd amikor ez megvan, vele is végez és elveszi az erejét. Becky-t mint túszt felhasználva megszerzi Davidtől a gyűrűjét. Balthazar elindul Horvath és Morgana legyőzésére, mert tudja, hogy a gyűrű nélkül David esélytelen.
Horvath kiszabadítja Morganát, aki még mindig Veronica testét birtokolja. Morgana elkezdi a varázslatot, miközben Horvath életre kelt egy hatalmas acélbikát, hogy azzal győzze le Balthazart. Becky Daviddel tart, aki a fizikát készül bevetni Balthazar megmentésére. Korábban készített Tesla-felszerelését Balthazar autójára pakolja, és menet közben megkéri a tériszonyos Becky-t, hogy másszon fel az egyik magas ház tetejére, és állítsa át a parabola-antennát (Horvath-ék ugyanis ezeket használják fel a varázskör teljessé tételére). Dave éppen időben érkezik a parkba, és elektromos szikrával hatástalanítja Horvath varázserejét. A varázskör megszakadtától Morgana összeesik.
Balthazar átveszi a saját testébe Morgana lelkét Veronicából. Morgana kiszökik belőle, és elkezd plazmanyalábokat lőni Veronicára. A támadás erejét Balahazar fogja fel, aki ebbe belehal. Morgana megpróbálja egy tűzfallal elhamvasztani őket, de David megállítja az átkot, mégpedig gyűrű nélküli varázslattal, amellyel bebizonyítja, hogy ő az Első Merliniánus. Harcba kerülnek Morganával, akit végül szintén a fizika segítségével győz le, a közeli trafóházból varázslattal előhívott elektromos szikrákkal hatástalanítja varázserejét, majd végez vele.
Dave nem hajlandó belenyugodni a ténybe, hogy Balthazar meghalt, és varázserővel újraéleszti. Balthazar végre Veronicának ajándékozhatja azt a nyakláncot, amit még az önfeláldozása előtt vett neki. Dave és Becky Párizsba repülnek Balthazar acélsasán.

## Szereplők

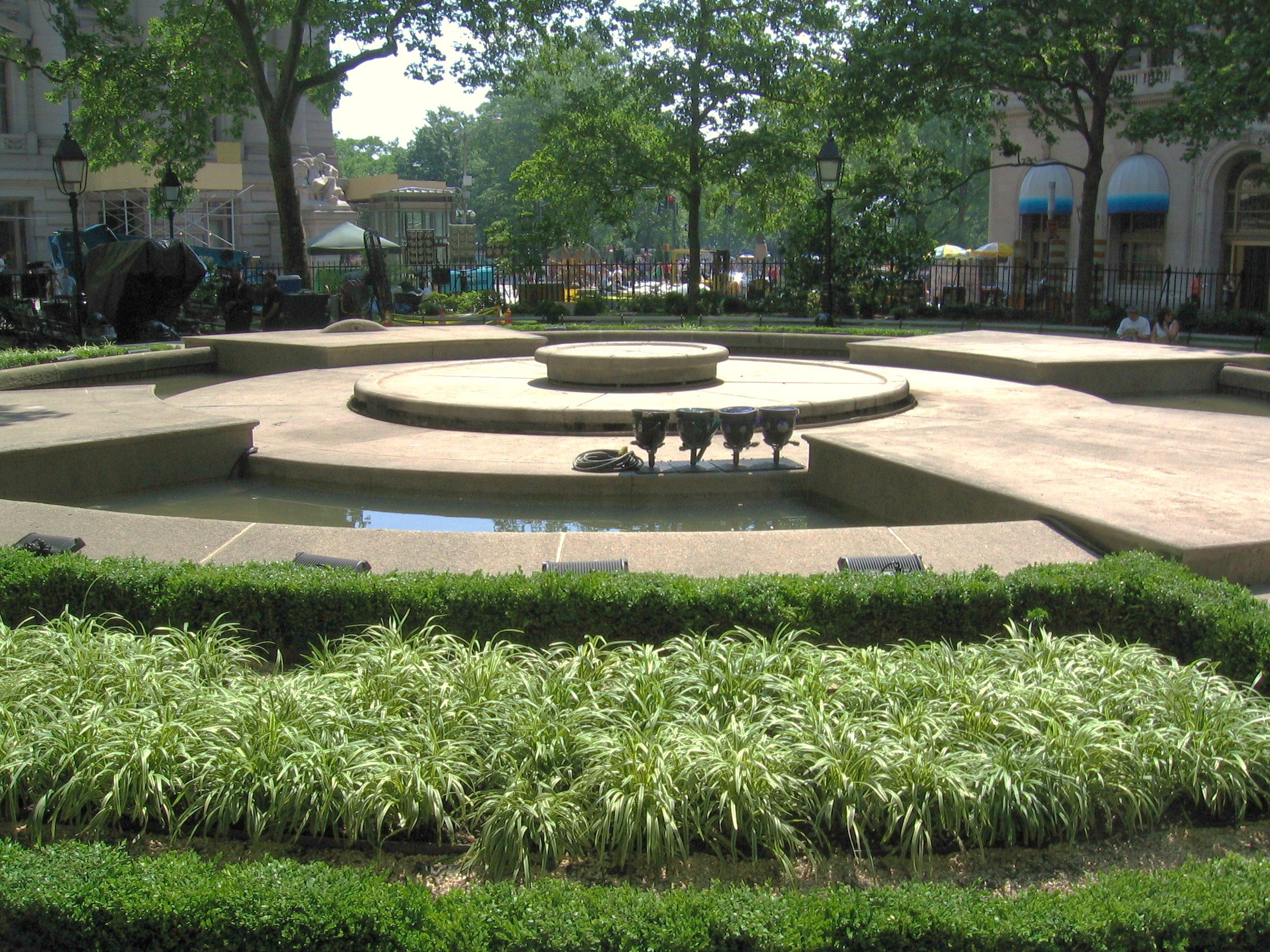
A Bowling Green park, ahol különféle átalakításokat eszközöltek a filmforgatáshoz

- Balthazar Blake (Nicolas Cage, magyar hangja Józsa Imre): Ezeréves varázsló, Merlin tanítványa, akinek feladata felkutatni az Első Merliniánust.
- Dave Stutler (Jay Baruchel, magyar hangja Markovics Tamás): Átlagos főiskolás srác, aki Balthazar tanítványa lesz. (A 10 éves Davidet Jake Cherry alakítja.)
- Maxim Horvath (Alfred Molina, magyar hangja Gesztesi Károly): Gonosz varázsló, Balthazar ellensége, szintén Merlin egykori tanítványa.
- Becky (Teresa Palmer, magyar hangja Földes Eszter): Dave szerelme és egykori osztálytársa. (A gyerek Beckyt Peyton R. List alakítja.)
- Veronica (Monica Bellucci, magyar hangja Nagy-Németh Borbála): Merlin harmadik tanítványa, Balthazar szerelme.
- Drake Stone (Toby Kebbell, magyar hangja Nagy Ervin): Népszerű bűvész, aki Horvath szolgálatába áll.
- Morgana le Fay (Alice Krige, magyar hangja Kútvölgyi Erzsébet): Merlin ősi ellensége, a gonosz megtestesítője.
- Bennet (Omar Benson Miller, magyar hangja Minárovits Péter): David szobatársa.
- Merlin (James A. Stephens, magyar hangja Makay Sándor): A nagy varázsló.